# Мелех Володимир Іванович
Мелех Володимир Іванович (нар. 3 листопада 1952, р. Первомайськ, Ворошиловградська область, УРСР, СРСР) — білоруський архітектор.

## Біографія
В 1976 році закінчив архітектурний факультет Брестський інженерно-будівельний інститут.
У 1979–1988 працював начальником управління сільського будівництва Гомельського обласного управління будівництва та архітектури. У 1988–1998 провідний архітектор, керівник групи архітекторів, керівник гомельських майстерень Білоруського реставраційно-проектного інституту. У 1998–2000 керівник групи архітекторів-реставраторів проектного інституту «Гомельський громадянський проект». У 2000–2004 роках керівник управління архітектури та містобудування Гомельського міськвиконкому, головний архітектор Гомеля. У 2004—2009 році керівник групи архітекторів, головний архітектор проектів інституту «Гомельський громадянський проект».
З 1969 член Спілки архітекторів СРСР, член Білоруська спілка архітекторів.

## Творчість

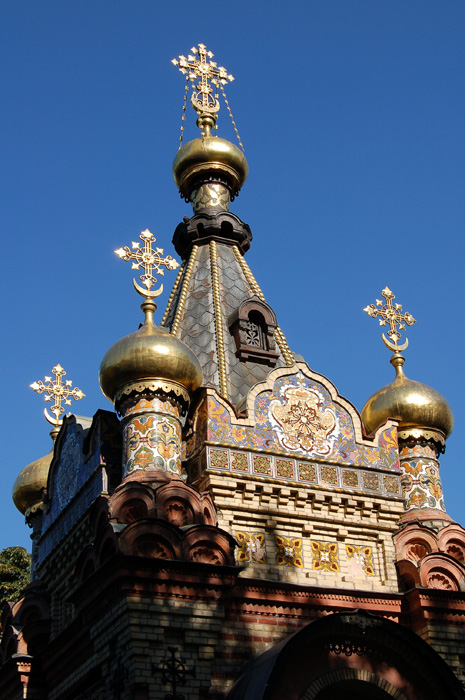
Каплиця-поховальня Паскевичів

Основні роботи: реставрація пам'ятки архітектури початку XIX століття — дерев'яної церкви в селі Червоний партизан Добруський район (1990—1991, реставрація в 1992—1993); оновлення та реставрація пам'ятки архітектури кінця XIX століття — церкви в Речиці (1998—1999, реставрація 2002—2004); оновлення та реставрація пам'ятки архітектури XIX століття — Свято-Успенського собору у Речиці (1999—2000, реставрація 2001—2006); реконструкція пам'ятки архітектури початку ХХ століття — колишнього житлового будинку на вул. Кірова, 12 під офіс (2000—2001, реконструкція 2001—2002); реставрація та реставрація пам'ятки архітектури кінця XVIII століття — комплексу Єзуїтського колегіуму у с. Юровичі Калинковицького району (2004—2007, початок реставрації 2007; науковий керівник об'єкта, автор розробки ескізного проекту реставрації; розробка робочої документації Ваяводська); реставрація пам'ятки архітектури початку ХХ століття — будівля Російсько-Азіатського банку на вул. Радянська у Гомелі (1996—1997, реставрація 1997—1998); спортивно-оздоровчий комплекс Гомельського обласного управління Департаменту охорони на вул. Тельмана у Гомелі, (2006—2007, співавтори М. В. Беспалов, С. С. Лапунова); крижаний палац у складі центру ігрових видів спорту у Світлогорську в Гомельській області (2007—2008, співавтори М. В. Беспалов, С. В. Лабушев); реставрація пам'ятки архітектури кінця XIX століття — одноповерхової будівлі у складі палацово-парковий ансамбль у м. Гомель (1995, реалізація в 1997); реконструкція будівлі на вул. Кірова, 11 під адміністративною будівлею Гомельського обласного суду (2006, впровадження у 2007—2008); скульптурна композиція «Човновик» на набережній річки Сож у Гомелі (2006, реалізація 2007, скульптор В. К. Долгов); комплекс будівель розплідника службового собаківництва Гомельського обласного управління Департаменту охорони на вул. Кооперативній в Гомелі (2007, реалізація в 2008; співавтори М. В. Беспалов); реставрація пам'яток архітектури XIX століття — каплиця поховання Паскевича у складі палацово-паркового ансамблю в Гомелі (2007—2008, початок реставраційних робіт у 2009); спортивно-оздоровчий центр у Мозирі (2007—2008, початок будівництва 2009; співавтори М. В. Беспалов, В. М. Беспалов, В. Яворська).
Автор та співавтор проектів реставрації наступних пам'яток архітектури на території Гомельської області: церкви в с. Леніна (Добруський район) (1989—1991, автор проекту реставрації); садибно-парковий ансамбль у місті Наровля (1992—1993); «Мисливський будиночок» на вул. Пушкіна в Гомелі (1991—1992); колишня духовна школа по вул. Білецького, 11 у Гомелі (1991—1992); костел Святого Антонія у місті Рогачові (1989—1990); дерев'яна церква св. Михайла (перенесення з с. Вілева Добруського району до Гомелю); реконструкція пам'ятки архітектури кінця XIX століття — будинку № 21а на вул. Первомайська в Гомелі (1999—2000).

## Винагороди
- Лауреат V Національний фестиваль архітектури (Гомель, 2003) у номінації «Реставрація пам'яток історії, культури та архітектури» (реалізація) за реставрацію пам'ятника архітектури XIX століття — Православна церква Народження Богородиці (Червона партизанка) в с Червоний партизан (Добруський район).
- За реставрацію пам'ятки архітектури XIX століття — Успенський собор в Речиці, Петропавлівського собору в Гомелі та ін. храмів на Гомельщині нагороджений РПЦ Орденом преподобного Сергія Радонезького III ступеня (2002).